# Torremocha de Jadraque
Torremocha de Jadraque é um município da Espanha na província de Guadalajara, comunidade autónoma de Castilla-La Mancha, de área 11,17 km² com população de 19 habitantes (2006) e densidade populacional de 1,69 hab/km².

## Demografia
| Variação demográfica do município entre 1991 e 2004 | Variação demográfica do município entre 1991 e 2004 | Variação demográfica do município entre 1991 e 2004 | Variação demográfica do município entre 1991 e 2004 |
| --------------------------------------------------- | --------------------------------------------------- | --------------------------------------------------- | --------------------------------------------------- |
| 1991                                                | 1996                                                | 2001                                                | 2004                                                |
| 18                                                  | 18                                                  | 16                                                  | 19                                                  |